# Sedlice (Zahořany)
Sedlice jsou malá vesnice, část obce Zahořany v okrese Domažlice v Plzeňském kraji. Nachází se asi jeden kilometr severozápadně od Zahořan. Je zde evidováno 33 adres. V roce 2011 zde trvale žilo 55 obyvatel.
Sedlice leží v katastrálním území Sedlice u Domažlic o rozloze 1,4 km².

## Historie
První písemná zmínka o vesnici pochází z roku 1379.

## Obyvatelstvo
| Rok            | 1869 | 1880 | 1890 | 1900 | 1910 | 1921 | 1930 | 1950 | 1961 | 1970 | 1980 | 1991 | 2001 | 2011 | 2021 |
| -------------- | ---- | ---- | ---- | ---- | ---- | ---- | ---- | ---- | ---- | ---- | ---- | ---- | ---- | ---- | ---- |
| Počet obyvatel | 136  | 129  | 131  | 133  | 144  | 157  | 161  | 101  | 95   | 78   | 59   | 53   | 56   | 55   | 65   |
| Počet domů     | 19   | 20   | 22   | 22   | 25   | 28   | 30   | 29   | 26   | 26   | 23   | 26   | 29   | 28   | 28   |

## Obecní správa
Při sčítání lidu v letech 1850–1889 Sedlice byly osadou obce Bořice v okrese Domažlice. V letech 1890–1984 byly samostatnou obcí v okrese Domažlice. Od 1. ledna 1985 jsou částí obce Zahořany v okrese Domažlice.